# Випромінювання Землі
Випромі́нювання Землі́ (рос. излучение Земли, англ. eradiation of Earth, emanation of Earth; нім. Erdeausstrahlung, Erdestrahlung) – променева енергія, що випромінюється планетою у навколишній простір. 
Розрізняють випромінювання земної поверхні й Землі як планети (разом з атмосферою). Випромінювання земної поверхні становить 0,8…3,3 Дж/см²; випромінювання Землі як планети — 57 % від загального надходження сонячної радіації. 
Відомості про випромінювання Землею дають змогу визначити термічний режим окремих частин Землі.